# جانوس غريم
جانوس غريم (بالمجرية: Grimm János)‏ هو دراج مجري، (ولد في بودابست في المجر أكتوبر 1895 – 1974 م).

## وصلات خارجية
- جانوس غريم على موقع أرشيف الدراجات (الإنجليزية)
- جانوس غريم على موقع أوليمبيديا (الإنجليزية)